# Janet Lynn Kavandi
Janet Lynn Kavandi (Springfield, Missouri, 1959. július 17. –) amerikai űrhajósnő.

## Életpálya
1980-tól a Missouri Southern State College-Joplin keretében kémiából vizsgázott. 1982-ben az University of Missouri-Rolla keretében analitikai kémiából doktorált (Ph.D.). 1982-től  Eagle-Picher Industries Joplin vállaltnál akkumulátorok fejlesztésével foglalkozott. 1984-től a Boeing Aerospace Company (Seattle) mérnöke, főmérnöke. Több hordozórakéta, több NASA program (Űrállomás, Hold és Mars bázis, Spacelab, SpaceHab) energetikai mérnöke. 1990-ben az University of Washington keretében megvédte doktori diplomáját. Kettő szabadalommal rendelkezik.
1994. december 9-től a Lyndon B. Johnson Űrközpontban részesült űrhajóskiképzésben. Külön kiképzést kapott az űrrepülőgépen alkalmazott robotok működtetéséből. Három űrszolgálata alatt összesen 33 napot, 20 órát és 08 percet (812 óra) töltött a világűrben. 2005-ben köszönt el az űrhajósoktól, az Űrhajózási Hivatal Johnson Space Center (JSC) helyettes vezetője. 2008-tól a Flight Crew Operations (JSC) igazgató-helyettese, igazgatója.

## Űrrepülések
- STS–91, a Discovery űrrepülőgép 24. repülésének küldetésfelelőse. A 9. és egyben utolsó Shuttle–Mir küldetés. Negyedik űrszolgálata alatt összesen 9 napot, 19 órát és 54 percet (236 óra) töltött a világűrben. 6 100 000 kilométert (3 800 000 mérföldet) repült, 155 alkalommal kerülte meg a Földet.
- STS–99, a Endeavour űrrepülőgép 14. repülésének küldetésfelelőse. A High-Definition Television (HDTV) kamerával a Föld megfigyelését végezték. A Föld szárazföldi felszínének több mint 47 millió mérföld területéről készült nagy pontosságú háromdimenziós topográfiai térkép. Ötödik űrszolgálata alatt összesen 11 napot, 5 órát és 39 percet (269 óra) töltött a világűrben. 6 540 000 kilométert (4 060 000 mérföldet) repült, 182 kerülte meg a Földet.
- STS–104, a Atlantis űrrepülőgép 24. repülésének küldetésfelelőse. A küldetés során szállították a Quest zsilipkamrát, amit a Canadarm2 segítségével csatlakoztattak a Nemzetközi Űrállomáshoz (ISS). Harmadik űrszolgálata alatt összesen 12 napot, 18 órát és 35 percet (306 óra) töltött a világűrben. 8 500 000 kilométert (5 300 000 mérföldet) repült, 200 alkalommal kerülte meg a Földet.